# Rostaixi
Rostaixi (en rus: Росташи) és un poble de l'óblast de Saràtov, a Rússia, segons el cens del 2010 tenia 975 habitants. Pertany al districte municipal d'Arkadak.